# 张博 (新疆政协副主席)
张博（1957年6月—），男，汉族，湖北当阳人，中华人民共和国政治人物，曾任中共塔城地委书记，新疆维吾尔自治区人大常委会副主任，新疆维吾尔自治区政协副主席、秘书长，中共十七大、十八大代表。